# Педресуела
Педресуела (ісп. Pedrezuela) — муніципалітет в Іспанії, у складі автономної спільноти Мадрид. Населення — 4482 особи (2010).
Муніципалітет розташований на відстані близько 36 км на північ від Мадрида.
На території муніципалітету розташовані такі населені пункти: (дані про населення за 2010 рік)
- Аталая-Реаль: 150 осіб
- Монтенебро: 671 особа
- Педресуела: 3650 осіб
- Ла-Міна: 9 осіб
- Лас-Вакерас: 0 осіб
- Ла-Лагунілья: 1 особа
- Лос-Пахарес: 1 особа

## Демографія
Динаміка населення (INE ):

## Галерея зображень

Розташування муніципалітету у автономній спільноті Мадрид